# Forza Horizon 3
Forza Horizon 3 es un videojuego de carreras de mundo abierto desarrollado por Playground Games y Turn 10 Studios y distribuido por Microsoft Studios para Xbox One y Microsoft Windows 10. Fue revelado en el E3 2016 el 14 de junio de 2016. Es el noveno título de la saga Forza Motorsport y la secuela de Forza Horizon 2 y está ambientado en Australia.

## Progreso en el juego
Para proseguir el juego tienes que completar carreras y terminar como mínimo tercero. Si llegas a completar todas las carreras en la zona, te invitan a un evento de Exhibición, que rompe la fórmula de competición entre otros:
1- The Cholla contra un Jeep transportado por un helicóptero (Byron Bay)
2- Lamborghini Centenario contra un Jet (Paraíso Surfista)
3- Chevrolet Camaro contra un tren de carga (Desierto)
4- Polaris contra un Zepelín (Bosque)
5- Trophy Truck contra 4 lanchas. (Reserva Seca)

Una vez completada el evento de exhibición, puedes crear otro festival en otras zonas del mapa

## Vehículos
Hay una enorme cantidad de vehículos, un pequeño porcentaje pertenece a un DLC, pero la mayoría se puede comprar:
| Fabricante          | Modelo                                                                            | Año   |
| ------------------- | --------------------------------------------------------------------------------- | ----- |
| Abarth              | 695 Biposto                                                                       | 2016  |
|                     | Fiat 131                                                                          | 1980  |
|                     | 500 esseesse                                                                      | 2010  |
|                     | 595 esseesse                                                                      | 1968  |
| Acura               | RSX Type-S                                                                        | 2002  |
|                     | Integra Type-R                                                                    | 2001  |
| Alfa Romeo          | Giulia TZ2                                                                        | 1965  |
|                     | 155 Q4                                                                            | 1992  |
|                     | 8C Competizione                                                                   | 2007  |
|                     | Giulia Sprint GTA Stradale                                                        | 1965  |
|                     | 33 Stradale                                                                       | 1968  |
|                     | 4C                                                                                | 2014  |
|                     | Milano Quadrifoglio Verde                                                         | 1992  |
| Alumi Craft         | Class 10 Race Car                                                                 | 2015  |
| AMC                 | Rebel "The Machine"                                                               | 1970  |
|                     | Javelin AMX                                                                       | 1971  |
| Ariel               | Atom 500 V8                                                                       | 2013  |
|                     | Nomad                                                                             | 2016  |
| Aston Martin        | V12 Zagato                                                                        | 2012  |
|                     | Vantage GT12                                                                      | 2016  |
|                     | DB5                                                                               | 1964  |
|                     | One-77                                                                            | 2010  |
|                     | Vanquish                                                                          | 2012  |
|                     | V8 Vantage                                                                        | 1977  |
|                     | V8 Vantage V600                                                                   | 1998  |
|                     | V8 Vantage S                                                                      | 2013  |
| Audi                | R8 V10 Plus                                                                       | 2016  |
|                     | RS 3 Sportback                                                                    | 2011  |
|                     | TTS Coupé                                                                         | 2015  |
|                     | #2 Audi Sport quattro S1                                                          | 1986  |
|                     | RS 4                                                                              | 2006  |
|                     | Sport quattro                                                                     | 1983  |
|                     | RS 2 Avant                                                                        | 1995  |
|                     | RS 5 Coupé                                                                        | 2011  |
|                     | RS 4 Avant                                                                        | 2013  |
|                     | R8 Coupé V10 plus 5.2 FSI quattro                                                 | 2013  |
|                     | S1                                                                                | 2015  |
|                     | #45 Flying Lizard Motorsports R8 LMS ulta - Motorsport All Star Car Pack DLC ONLY | 2014  |
|                     | R8 V10 Plus - Tier 4 Reward Car/Pre-order perk                                    | 2016  |
| BAC                 | Mono                                                                              | 2014  |
| Baldwin Motorsports | #97 Monster Energy Trophy Truck                                                   | 2015  |
| Bentley             | Continental GT Speed                                                              | 2013  |
| BMW                 | M3                                                                                | 1991  |
|                     | M6 Coupe                                                                          | 2013  |
|                     | Z4 sDrive35is                                                                     | 2011  |
|                     | 1 Series M Coupe                                                                  | 2011  |
|                     | M3                                                                                | 1997  |
|                     | M3                                                                                | 2005  |
|                     | M3                                                                                | 2008  |
|                     | M1                                                                                | 1981  |
|                     | 2002 Turbo                                                                        | 1973  |
|                     | M635CSi                                                                           | 1986  |
|                     | X5 M                                                                              | 2011  |
|                     | M5                                                                                | 1988  |
|                     | M5 - Tier 5 Reward Car                                                            | 2012  |
|                     | M5                                                                                | 1995  |
|                     | M4 Coupe                                                                          | 2014  |
|                     | M235i                                                                             | 2014  |
|                     | X6 M                                                                              | 2015  |
|                     | #55 BMW Team RLL Z4 GTE - Motorsport All Star Car Pack DLC ONLY                   | 2014  |
| Bowler              | EXR S                                                                             | 2012  |
| Bugatti             | EB110 Super Sport                                                                 | 1992  |
|                     | Veyron Super Sport                                                                | 2011  |
| Buick               | Regal GNX                                                                         | 1987  |
| Cadillac            | CTS-V Sedan                                                                       | 2016  |
|                     | CTS-V Coupe                                                                       | 2011  |
|                     | Escalade ESV                                                                      | 2012  |
| Chevrolet           | Corvette ZR-1                                                                     | 1995  |
|                     | Corvette                                                                          | 1953  |
|                     | Camaro Z28                                                                        | 1970  |
|                     | Corvette                                                                          | 1960  |
|                     | Chevelle Super Sport 454                                                          | 1970  |
|                     | Camaro Super Sport Coupe                                                          | 1969  |
|                     | Bel Air                                                                           | 1957  |
|                     | Camaro Z28                                                                        | 1979  |
|                     | #3 Corvette Racing Corvette C7.R - Motorsport All Star Car Pack DLC ONLY          | 2014  |
|                     | Super Sport                                                                       | 2014  |
|                     | Chevelle Super Sport 396                                                          | 1967  |
|                     | Corvette Stingray 427                                                             | 1967  |
|                     | Corvette Z06                                                                      | 2002  |
|                     | Camaro IROC-Z                                                                     | 1990  |
|                     | Corvette ZR1                                                                      | 2009  |
|                     | Corvette ZR-1                                                                     | 1970  |
|                     | El Camino Super Sport 454                                                         | 1970  |
|                     | Impala Super Sport 409                                                            | 1964  |
|                     | Nova Super Sport                                                                  | 1966  |
|                     | Monte Carlo Super Sport                                                           | 1988  |
|                     | Corvette Z06                                                                      | 2015  |
|                     | Camaro Z/28                                                                       | 2015  |
|                     | Camaro Super Sport                                                                | 2016  |
| Chrysler            | 300 SRT8                                                                          | 2012  |
| Datsun              | 510                                                                               | 1970  |
|                     | 2000 Roadster                                                                     | 1969  |
| Dodge               | Dart Hemi Super Stock                                                             | 1968  |
|                     | Charger Daytona HEMI                                                              | 1969  |
|                     | Viper GTS ACR                                                                     | 1999  |
|                     | Charger R/T                                                                       | 1969  |
|                     | Challenger R/T                                                                    | 1970  |
|                     | Viper SRT10 ACR                                                                   | 2008  |
|                     | Challenger SRT Hellcat                                                            | 2015  |
|                     | Charger SRT Hellcat                                                               | 2015  |
|                     | #93 SRT Motorsports Viper GTS-R (Motorsport All Star Car Pack DLC)                | 2014  |
| Donkervoort         | D8 GTO                                                                            | 2013  |
| Ferrari             | 250 GTO                                                                           | 1962  |
|                     | 250LM                                                                             | 1965  |
|                     | 458 Speciale                                                                      | 2013  |
|                     | California                                                                        | 2008  |
|                     | 500 Mondial                                                                       | 1953  |
|                     | F12berlinetta                                                                     | 2012  |
|                     | 599 GTO                                                                           | 2010  |
|                     | 288 GTO                                                                           | 1984  |
|                     | 360 Challenge Stradale                                                            | 2003  |
|                     | 575M Maranello                                                                    | 2002  |
|                     | 166MM Barchetta                                                                   | 1948  |
|                     | 330 P4                                                                            | 1967  |
|                     | F355 Berlinetta                                                                   | 1994  |
|                     | 512 TR                                                                            | 1992  |
|                     | Dino 246 GT                                                                       | 1969  |
|                     | Enzo Ferrari                                                                      | 2002  |
|                     | F40                                                                               | 1987  |
|                     | F50                                                                               | 1995  |
|                     | 430 Scuderia                                                                      | 2007  |
|                     | 458 Italia - Tier 6 Reward Car                                                    | 2009  |
|                     | 250 Testa Rossa                                                                   | 1957  |
|                     | 250 California                                                                    | 2957  |
|                     | 365 GTB/4                                                                         | 1968  |
|                     | FF                                                                                | 2011  |
|                     | 250 GT Berlinetta Lusso                                                           | 1962  |
|                     | LaFerrari                                                                         | 2013  |
|                     | California T                                                                      | 2014  |
|                     | FXX K                                                                             | 2016  |
|                     | 488 GTB                                                                           | 2015  |
|                     | #51 AF Corse 458 Italia GTE (Motorsport All Star Car Pack DLC)                    | 2014  |
|                     | F12tdf - VIP Car                                                                  | 2015  |
| Fiat                | 8V Supersonic                                                                     | 1952  |
|                     | Dino 2.4 Coupe                                                                    | 1969  |
|                     | 124 Sport Spider                                                                  | 1980  |
|                     | X1/9                                                                              | 1975  |
| Ford                | Super Deluxe Station Wagon                                                        | 1946  |
|                     | Shelby GT500                                                                      | 2013  |
|                     | Focus RS                                                                          | 2017  |
|                     | SVT Cobra R                                                                       | 1995  |
|                     | Fiesta XR2                                                                        | 1981  |
|                     | Focus RS                                                                          | 2003  |
|                     | De Luxe Coupe                                                                     | 1940  |
|                     | SVT Cobra R                                                                       | 1993  |
|                     | F-150 Raptor Race Truck                                                           | 2017  |
|                     | Fiesta ST                                                                         | 2014  |
|                     | Falcon XY GTHO Phase III                                                          | 1971  |
|                     | Escort RS1600                                                                     | 1992  |
|                     | Focus ST                                                                          | 2013  |
|                     | Escort RS Cosworth                                                                | 1992  |
|                     | Escort RS1800                                                                     | 1977  |
|                     | Lotus Cortina                                                                     | 1966  |
|                     | RS200 Evolution                                                                   | 1985  |
|                     | GT - Tier 10 Reward Car                                                           | 2005  |
|                     | GT40 Mk II                                                                        | 1966  |
|                     | SVT Cobra R                                                                       | 2000  |
|                     | Mustang II King Cobra                                                             | 1978  |
|                     | #66 Ford Racing GT LeMans (Motorsport All Star Car Pack DLC)                      | 2016  |
|                     | Falcon GT F 351 - VIP Car                                                         | 2015  |
|                     | Focus RS                                                                          | 2009  |
|                     | XB Falcon GT                                                                      | 1973  |
|                     | #55 Supercheap Falcon FG X (Motorsport All Star Car Pack DLC)                     | 2016  |
|                     | Mustang Boss 302                                                                  | 1969  |
|                     | Sierra Cosworth RS500                                                             | 1987  |
|                     | F-150 SVT Raptor                                                                  | 2012  |
|                     | Transit SuperSportVan                                                             | 2011  |
|                     | Capri RS3100                                                                      | 1973  |
|                     | F-100                                                                             | 1956  |
|                     | Ranger T6 Rally Raid                                                              | 2014  |
|                     | Bronco                                                                            | 1975  |
|                     | Shelby GT350R                                                                     | 2016  |
|                     | GT                                                                                | 2017  |
|                     | F-150 Rapter - Game Reward Car                                                    | 2017  |
|                     | Falcon XR8                                                                        | 2015  |
|                     | FPV Limited Edition Pursuit Ute                                                   | 2014  |
| GMC                 | Syclone                                                                           | 1991  |
|                     | Vandura G-1500                                                                    | 1993  |
| Hennessey           | Venom GT                                                                          | 2012  |
| Holden              | HQ Monaro GTS 350                                                                 | 1973  |
|                     | VL Commodore Group A SV                                                           | 1988  |
|                     | Torana A9X                                                                        | 1977  |
|                     | #22 Sharkbite HRT VF Commodore (Motorsport All Star Car Pack DLC)                 | 2016  |
|                     | 50-2106 FX Ute                                                                    | 1951  |
|                     | Sandman HQ Panel van                                                              | 1974  |
| Honda               | Civic Type-R                                                                      | 2004  |
|                     | NSX-R                                                                             | 2005  |
|                     | NSX-R                                                                             | 1992  |
|                     | Civic Type R                                                                      | 1997  |
|                     | S2000 CR                                                                          | 2009  |
| HSV                 | GTS                                                                               | 2014  |
|                     | Limited Edition GEN-F GTS Maloo                                                   | 2014  |
| Hummer              | H1 Alpha                                                                          | 2006  |
| Hyundai             | Genesis Coupe 3.8 Track                                                           | 2013  |
| Infiniti            | Q60 Concept                                                                       | 2015  |
|                     | IPL G Coupe                                                                       | 2012  |
|                     | Q50 Eau Rouge                                                                     | 2014  |
| Jaguar              | XKR-S GT                                                                          | 2015  |
|                     | F-Type R Coupé                                                                    | 2015  |
|                     | XJ220                                                                             | 1993  |
|                     | XK120 SE                                                                          | 1954  |
|                     | E-type S1                                                                         | 1961  |
|                     | D-Type                                                                            | 1956  |
|                     | Mk II 3.8                                                                         | 1969  |
|                     | XJ-S                                                                              | 1990  |
|                     | XFR-S                                                                             | 2015  |
|                     | F-Type Project 7                                                                  | 2016  |
| Jeep                | Grand Cherokee SRT                                                                | 2014  |
|                     | Wrangler Rubicon                                                                  | 2012  |
|                     | Willys MB                                                                         | 1945  |
|                     | Grand Wagoneer                                                                    | 1991  |
| Koenigsegg          | Agera                                                                             | 2011  |
|                     | One:1                                                                             | 2015  |
|                     | Regera                                                                            | 2015  |
| KTM                 | X-Bow R                                                                           | N/A   |
| Lamborghini         | LM 002                                                                            | 1986  |
|                     | Jalpa                                                                             | 1988  |
|                     | Murciélago LP 670-4 SV                                                            | 2010  |
|                     | Countach LP5000 QV                                                                | 1988  |
|                     | Aventador LP700-4                                                                 | 2012  |
|                     | Diablo SV                                                                         | 1997  |
|                     | Miura P400                                                                        | 1997  |
|                     | Reventón                                                                          | 2008  |
|                     | Gallardo LP 570-4 Superleggera                                                    | 2011  |
|                     | Urus                                                                              | 2014  |
|                     | Veneno                                                                            | 2013  |
|                     | Huracán LP 610-4 - Tier 9 Reward Car                                              | 2014  |
|                     | #63 Squadra Corse Huracan LP620-2 Super Trofeo (Motorsport All Star Car Pack DLC) | 2015  |
|                     | Aventador LP750-4 SV - VIP Car                                                    | 2016  |
|                     | Centenario LP 770-4                                                               | 2016  |
| Lancia              | Fulvia Coupé Rallye 1.6 HF                                                        | 1968  |
|                     | Delta S4                                                                          | 1986  |
|                     | Delta HF Integrale EVO                                                            | 1992  |
|                     | Statos HF Stradale                                                                | 1974  |
|                     | 037 Stradale                                                                      | 1982  |
| Land Rover          | Range Rover Sport SVR                                                             | 2015  |
|                     | Range Rover Supercharged                                                          | 2014  |
|                     | Defender 90                                                                       | 1997  |
| Lexus               | SC300                                                                             | 1997  |
|                     | IS F                                                                              | 2009  |
|                     | RC F                                                                              | 2015  |
|                     | LFA                                                                               | 2010  |
|                     | GS350 F Sport                                                                     | 2013  |
|                     | IS 350 F Sport                                                                    | 2014  |
| Local Motors        | Rally Fighter - Game Reward Car                                                   | 2014  |
| Lotus               | Esprit V8                                                                         | 2002  |
|                     | Eleven                                                                            | 1956  |
|                     | Elise 111S                                                                        | 2005  |
|                     | 2-Eleven                                                                          | 2009  |
|                     | Exige S                                                                           | 2012  |
|                     | Evora S                                                                           | 2011  |
| Maserati            | Gran Turismo S                                                                    | 2010  |
|                     | MC12                                                                              | 2004  |
|                     | 300 S                                                                             | 1957  |
|                     | A6GCS/53 Pininfarina Berlinetta                                                   | 1953  |
|                     | Tipo 61 Birdcage                                                                  | 1961  |
|                     | Ghibli S Q4                                                                       | 2014  |
| Mazda               | MX-5                                                                              | 2016  |
|                     | RX-8 R3                                                                           | 2011  |
|                     | RX-7                                                                              | 1997  |
|                     | MX-5 Miata                                                                        | 1994  |
|                     | MazdaSpeed 3                                                                      | 2010  |
|                     | Cosmo 110S Series II                                                              | 1972  |
|                     | MX-5                                                                              | 2013  |
|                     | MazdaSpeed MX-5                                                                   | 2005  |
| McLaren             | 650S Coupe                                                                        | 2015  |
|                     | 570S Coupé                                                                        | 2015  |
|                     | F1 GT                                                                             | 1997  |
|                     | F1                                                                                | 1993  |
|                     | P1 - Tier 8 Reward Car                                                            | 2013  |
| Mercedez-Benz       | SLK 55 AMG                                                                        | 2012  |
|                     | AMG LK GTR                                                                        | 1998  |
|                     | 300 SL Coupé                                                                      | 1954  |
|                     | SL 65 AMG Black Series                                                            | 2009  |
|                     | 280 SL                                                                            | 1967  |
|                     | C63 S Coupé                                                                       | 2016  |
|                     | SLS AMG                                                                           | 2011  |
|                     | 190E 2.5-16 Evolution II                                                          | 1990  |
|                     | C63 AMG Coupé Black Series                                                        | 2012  |
|                     | G 65 AMG                                                                          | 2013  |
|                     | A 45 AMG                                                                          | 2013  |
|                     | E 63 AMG                                                                          | 2012  |
|                     | GT S                                                                              | 2015  |
| MG                  | Metro 6R4                                                                         | 1986  |
| Mercury             | Coupe                                                                             | 1949  |
| Mini                | John Cooper Works GP                                                              | 2012  |
|                     | Cooper S                                                                          | 1965  |
|                     | X-Raid All4 Racing Countryman                                                     | 2012  |
| Mitsubishi          | Lancer Evolution IX MR                                                            | 2006  |
|                     | Lancer Evolution VI GSR                                                           | 1999  |
|                     | Lancer Evolution VIII MR                                                          | 2004  |
|                     | Lancer Evolution X GSR                                                            | 2008  |
|                     | Galant VR-4                                                                       | 1992  |
| Meyers              | Manx                                                                              | 1971  |
| Nissan              | Silvia                                                                            | 1966  |
|                     | Skyline GT-R V-Spec                                                               | 1997  |
|                     | Skyline GT-R V-Spec                                                               | 1993  |
|                     | Fairlady Z 432                                                                    | 1969  |
|                     | Silvia CLUB K's                                                                   | 1992  |
|                     | GT-R                                                                              | 2017  |
|                     | Skyline 2000GT-R                                                                  | 1971  |
|                     | R390                                                                              | 1998  |
|                     | Fairlady Z - Tier 3 Reward Car                                                    | 2003  |
|                     | Silvia Spec-R                                                                     | 2000  |
|                     | Skyline GT-R V-Spec II                                                            | 2002  |
|                     | #1 NISMO MOTUL AUTECH GT-4 (Motorsport All Star Car Pack DLC)                     | 2015  |
|                     | GT-R Black Edition                                                                | 2012  |
|                     | 240SX SE                                                                          | 1993  |
|                     | 370Z                                                                              | 2010  |
| Noble               | M600                                                                              | 2010  |
| Opel                | Manta 400                                                                         | 1984  |
|                     | GT                                                                                | 1968  |
|                     | Kadett C GT/E                                                                     | 1979  |
| Oldsmobile          | Hurst/Olds 442                                                                    | 1969  |
| Pagani              | Huayra                                                                            | 2012  |
|                     | Zonda Cinque Roadster                                                             | 2009  |
|                     | The Cholla                                                                        | 2011  |
|                     | 2015 T16                                                                          | 1984  |
|                     | Fury                                                                              | 1958  |
| Polaris             | RZR XP 1000 EPS Rockstar Edition                                                  | 2015  |
|                     | RZR XP 1000 EPS                                                                   | 2015  |
| Pontiac             | Firebird Trans Am GTA                                                             | 1987  |
|                     | Firebird Trans Am                                                                 | 1977  |
|                     | Firebird Trans Am DS-455                                                          | 1973  |
|                     | GTO Judge                                                                         | 1969  |
| Plymouth            | Prowler                                                                           | 2000  |
|                     | Cuda 426 Hemi                                                                     | 1971  |
| Ram                 | Runner                                                                            | 2013  |
| Reliant             | Supervan III                                                                      | 1972  |
| Renault             | Clio RS200                                                                        | 2013  |
|                     | Clio Williams                                                                     | 1993  |
|                     | Renault Alpine A110 1600S                                                         | 1973  |
|                     | 5 Turbo                                                                           | 1980  |
|                     | Megane RS 250                                                                     | 2010  |
| Rolls-Royce         | Dawn                                                                              | 2015  |
|                     | Wraith                                                                            | 2014  |
| Saleen              | S7                                                                                | 2004  |
| Shelby              | Cobra 427 S/C                                                                     | 1965  |
|                     | Cobra Datona Coupe                                                                | 1965  |
| SRT                 | Viper GTS                                                                         | 2013  |
| Subaru              | WRX STi                                                                           | 2015  |
|                     | SVX                                                                               | 1996  |
|                     | Legacy RS                                                                         | 19990 |
|                     | BRZ                                                                               | 2013  |
|                     | BRAT GL                                                                           | 1980  |
|                     | WRX STI                                                                           | 2011  |
|                     | Impreza WRX STi                                                                   | 2004  |
|                     | Impreza WRX STi                                                                   | 2005  |
|                     | Impreza WRX STi                                                                   | 2008  |
|                     | Impreza 22B STi                                                                   | 1998  |
| Tesla               | Model S P90D                                                                      | 2016  |
| Toyota              | Corolla SR5                                                                       | 1973  |
|                     | FJ40                                                                              | 1979  |
|                     | Sprinter Trueno GT Apex                                                           | 1985  |
|                     | Celica GT-Four ST205                                                              | 1994  |
|                     | Celia GT-Four RC ST185                                                            | 1992  |
|                     | Celica GT                                                                         | 1974  |
|                     | FJ40                                                                              | 1979  |
|                     | GT86                                                                              | 2013  |
|                     | Supra RZ                                                                          | 1998  |
| TVR                 | Sagaris                                                                           | 2005  |
| Ultima              | GTR 720                                                                           | 2012  |
|                     | Evolution Coupe 1020 - VIP CAR                                                    | 2015  |
| Vauxhall            | Lotus Carlton                                                                     | 1990  |
|                     | Astra VXR                                                                         | 2012  |
| Volvo               | 123GT                                                                             | 1967  |
|                     | S60 Polestar                                                                      | 2015  |
|                     | 859 R                                                                             | 1997  |
| W Motors            | Lykan Hypersport                                                                  | 2016  |

## Música
Hay al menos 150 canciones en diferentes radios, te acompaña tu música favorita en las carreras por Byron Bay:
Vagrant Records
Este estudio angelino nos brinda una selección de rock indie, punk y hard rock presentado por Van Pierszalowski de "WATERS".
“Caught By My Shadow” by Albert Hammond Jr.
“Losing Touch” by Albert Hammond Jr.
“We’ve Had Enough” by Alkaline Trio
“Patience” by Bad Suns
“You’re Not Pretty But You Got It Goin’ On” by Band Of Skulls
“Rival” by Black Rebel Motorcycle Club
“Bored to Death” by Blink 182
“Carry Me” by Bombay Bicycle Club
“All Over” by CRUISR
“Weighted” by Frnkiero and the Cellabration”
“Love Like That” by Mayer Hawthorne
“Hard to Love” by MIAMIGO
“See You” by Saves the Day
“Ablaze” by School of Seven Bells
“The Sound” by The 1975
“We’re The Trees” by The A-Sides
“Ten Minutes” by The Get Up Kids
“Blood On The Sand” by Thrice
“What’s Real” by WATERS
“Come On” by White Lies
Epitaph Records
Este estudio independiente fundado por el guitarrista de "Bad Religion", Brett Gurewitz, nos ofrece temas punk, metal y post-hardcore.
“Naivety” by A Day to Remember
“This Loneliness” by Avion Roe
“Anxiety” by Bad Religion
“She’s A Blast” by Beautiful Bodies“
“The Gold Song” by Bouncing Souls
“Spineless and Scarlet Red” by Descendants
“It Remembers” by Every Time I Die
“Make Me Dumb” by Joyce Manor
“Elephant” by letlive.
“Raise Your Voice” by Obey The Brave
“Get It Right” by The Offspring
“Greed” by Pennywise
“ISUA” by Plague Vendor
“Fall Back Down” by Rancid
“Racing Toward a Red Light” by Saosin
“Gold” by Sleeping With Sirens
“Palm Dreams” by Touché Amoré
“Come Around” by Transplants
Hospital Records
El estudio independiente Hospital Records vuelve a Horizon ofreciéndonos únicamente drum and bass en su repertorio.
“Wish List” by Anile
“Blurred Memories (feat. Synkro) (Etherwood Remix)” by Bop
“Aurora (feat. Metrik)” by Camo & Krooked
“Throw Ya Hands” by Danny Byrd
“Souvenirs (feat. Zara Kershaw)” by Etherwood
“Constellations (Forza Horizon 3 VIP)” by Fred V & Grafix
“Ultraviolet” by Fred V & Grafix
“One More Moment (feat. Cepasa)” by Keeno
“Lust Thrust” by Krakota
“Sea Air” by Krakota
“Icarus (feat. Hugh Hardie)” by Logistics
“Tape Loops (feat. Hugh Hardie)” by London Elektricity
“Solarize (feat. Logistics) (Album Mix)” by Maduk
“Cadence (Instrumental)” by Metrik
“Get Away From Here (Instrumental)” by Netsky
“’Til Dawn” by Nu:Tone
“Only U (Real Quick)” by Ownglow
“Blight Mamba” by Royalston
“What The Future Holds” by S.P.Y.
“Komodo” by Whiney
Future Classic Radio
Esta compañía de música independiente nos trae tanto música local australiana como internacional de otros artistas.
“Real Talk” by Anna Lunoe and Touch Sensitive
“Heirloom” by Basenji
“Dekire feat. Oscar Key Sung (Bodhi Remix) ” by Charles Murdoch
“1998” by Chet Faker
“Goddess” by Chrome Sparks
“Crave You (feat. Giselle)” by Flight Facilities
“Sunshine feat. Reggie Watts” by Flight Facilities
“Never Be Like You (feat. Kai)” by Flume
“Sleepless (feat Jezzabel Doran)” by Flume
“Just A Lover” by Hayden James
“Beta” by HWLS
“O B 1” by Jagwar Ma
“Bird Of Prey” by karma Kid
“Peace (Radio Edit)” by Kenton Slash Demon
“Jungle” by Panama
“The Worry (Andras Dub)” by Seekae
“Pizza Guy” by Touch Sensitive
“Heartburn (Felix Cartal Remix)” by Wafia
“Flash Drive (feat Baby)” by Wave Racer
“Avocado Galaxy” by World Champion
Horizon Pulse
Amy Simpson y Horizon Pulse vuelven con su repertorio electrónico de perfil más relajado.
“Freedom! ’15” by !!!
“Get Lost” by BreakBot
“Bury It” by CHVRCHES
“Clearest Blue” by CHVRCHES
“Lights & Music” by Cut Copy
“Go Time” by Digitalism
“HandClap” by Fitz and The Tantrums
“D.A.N.C.E” by Justice
“A Love Song” by Ladyhawke
“The River” by Ladyhawke
“Almighty Gosh” by Lucius
“I Follow Rivers (The Magician Remix)” by Lykke Li
“Go!” by M83
“The Heart Of Me” by Miike Snow
“Say My Name” by ODESZA
“The Sun (Klingande Remix)” by Parov Stelar
“Like An Animal” by Rufus Du Sol
“Tied To You” (feat. Justin Tranter) by THE KNOCKS
“Shine” by Years & Years
Horizon Bass Arena
Scott Tyler regresa en Horizon Bass Arena, ofreciéndote los temas más recientes en las pistas de baile.
“Killer” by Adamski feat. Seal
“I Want U (GANZ Flip)” by Alison Wonderland
“Beardo” by Benny Benassi
“Ashes of Love” by Danny L Harle feat. Caroline Polachek
“Be Right There” by Diplo & Sleepy Tom
“Ingrid Is A Hybrid” by Dusky
“Runaway (U & I)” by Galantis
“Win or Lose” by iLL BLU feat. Ann Saunderson
“Fall For You (Radio Edit)” by Just Kiddin
“Turn The Music Louder (Rumble) (feat. Tinie Tempah & Katy B)” by KDA
“Closing Shot” by Lindstrom
“Momento (Original Mix)” by MamboBros
“Two Minds” by Nero
“Higher” by NVOY
“Waiting” by Oliver Heldens & Throttle
“Rinse & Repeat (feat. Kah-Lo)” by Riton
“To Ü (feat. AlunaGeorge)” by Skillrex & Diplo
“Papua New Guinea” by The Future Sound Of London
Horizon Block Party
El hip hop llega a Horizon incluyendo tanto temas modernos como "vieja escuela".
“Flow Is Trouble (feat. Ghostface Killah)” by 1200 Techniques
“Rings” by Aesop Rock
“Hit Em Up” by Afrikan Boy
“Sure Shot” by Beastie Boys
“Part Of” by Courts
“The Work” by De La Soul’s Plug 1 & Plug 2
“X Gon’ Give It To Ya” by DMX
“Higher (feat. James Chatburn)” by Hilltop Hoods
“What’s Golden” by Jurassic 5
“$ir Racha” by Lyrics Born
“Circle of Success” by Maker
“Up and Down (Beautiful Raw Remix)” by Maker
“808 Feat Cianna Blaze” by Maxim (The Prodigy)
“That’s Love” by Oddisee
“Wild Life” by Outasight
“SHINE” by Pharoahe Monch
“It’s Tricky” by Run-DMC
“U-Huh” by Tkay Maidza
“Bust A Move” by Young MC
Timeless FM
Para aquellos que apreciáis el arte refinado Don Thompson os brinda los mejores temas clásicos.
“Also sprach Zarathustra, Op. 30” by Strauss
“An der schönen blauen Donau” by Strauss
“Hungarian Dance No. 5 in G minor” by Brahms
“Allegro” by Mozart
“Allegro con brio” by Beethoven
“Allegro con fuoco” by Dvorak
“St. John’s Night on Bald Mountain” by Músorgski
“Waltz of the Flowers” by Tchaikovsky
“Dies ierae” by Verdi
“Morgenstemning (Morning Mood)” by Grieg
“Presto – Allegro assai” by Beethoven
“The Trials” by Kazuma Jinnouchi

## DLC
El contenido descargable (DLC) lanzados para este juego, empezó por el Car Pack de The Smoking Tire, lanzado el 4 de octubre de 2016, que incluía vehículos como: Aston Martin Vulcan, Pagani Huayra BC, BMW M2 Coupé, GTA Spano, entre otros. Otros DLC fueron lanzados hasta agosto de 2017, cuando el Pase de temporada terminó, los cuales fueron:
- VIP Membership (Pack otorgado con la compra de la membresía VIP)
- Motorsport All-Stars Car Pack (Pack otorgado con las ediciones Deluxe y Ultimate Edition de Horizon 3)
- The Smoking Tire Car Pack
- Alpinestars Car Pack
- Logitech G Car Pack
- Rockstar Energy Car Pack
- Playseat Car Pack
- Duracell Car Pack
- Duracell GTA Spano (Coche individual que se puede adquirir de forma Gratis)
- Porsche Car Pack
- Mountain Dew Car Pack
- Hoonigan Car Pack

## Expansiones
Forza Horizon 3 cuenta con 2 Paquetes de expansión lanzados entre diciembre de 2016 y mayo de 2017 los cuales son:
- Forza Horizon 3: Blizzard Mountain (2016) Esta expansión fue lanzada el 13 de diciembre de 2016, en la cual, podemos encontrarnos con un nuevo mapa que se enfoca principalmente en montañas de nieve y circuitos peligrosos, la expansión incluye una nueva ubicación, una nueva campaña, nuevos tipos de eventos, 50 eventos y retos, logros adicionales, nueve coches (incluyendo el Ford Focus RS RX Gymkhana 9 de 2016), y un nuevo coche abandonado.[12]

- Forza Horizon 3: Hot Wheels (2017) Esta expansión fue lanzada el 9 de mayo de 2017; Añade un nuevo mapa basado en la línea de juguetes Hot Wheels, Thrilltopia. 4 nuevos coches populares de la línea: Twil Mill, Ford Mustang HW, Bone Shaker and Rip Rod. Hay un coche abandonado en el mapa.[2][3][4][5][7][6][8][9][13]